# Mama lui Adrian
Mama lui Adrian este un film românesc din 1967 regizat de Florica Holban.